# تايغرز توبينغن
تايغرز توبينغن (بالإنجليزية: Tigers Tübingen)‏ هو فريق كرة سلة ألماني تأسس في 1952 يقع في توبينغن، ألمانيا. يلعب في الدوري الألماني لكرة السلة.

## وصلات خارجية
- الموقع الإلكتروني